# Цезар ван Евердінген
Цезар Боетіус ван Евердінген (нід. Caesar van Everdingen, 1616 або 1617 — 13 жовтня 1678 року) — нідерландський художник, старший брат живописців Яна і Алларта ван Евердінгенів.

## Біографія
Цезар ван Евердінген народився в Алкмарі, у сім'ї адвоката Пітера ван Евердінгена, навчався живопису в Утрехті у Яна Герріта ван Бронхорста. У 1632 році Ван Евердінген став членом гільдії художників Алкмара, в 1655-1656 роках став його деканом. Перші відомі роботи датуються 1636 роком. В 1640 подорожував до Скандинавії. З 1641 по 1643 рік виконував роботи з прикрашення органа в одній із церков в Амерсфорті. У 1645 році одружився. У 1648 році художник переїхав до Гарлему, де став членом місцевої Гільдії Святого Луки і міської народної дружини. З 1648 по 1650 Ван Евердінген працював разом із Якобом ван Кампеном над Помаранчевою кімнатою у Гейс-тен-Бос. У 1658 році він повернувся до Алкмара, де працював у власній майстерні і навчав живопису. У 1661 році оселився в Амстердамі.

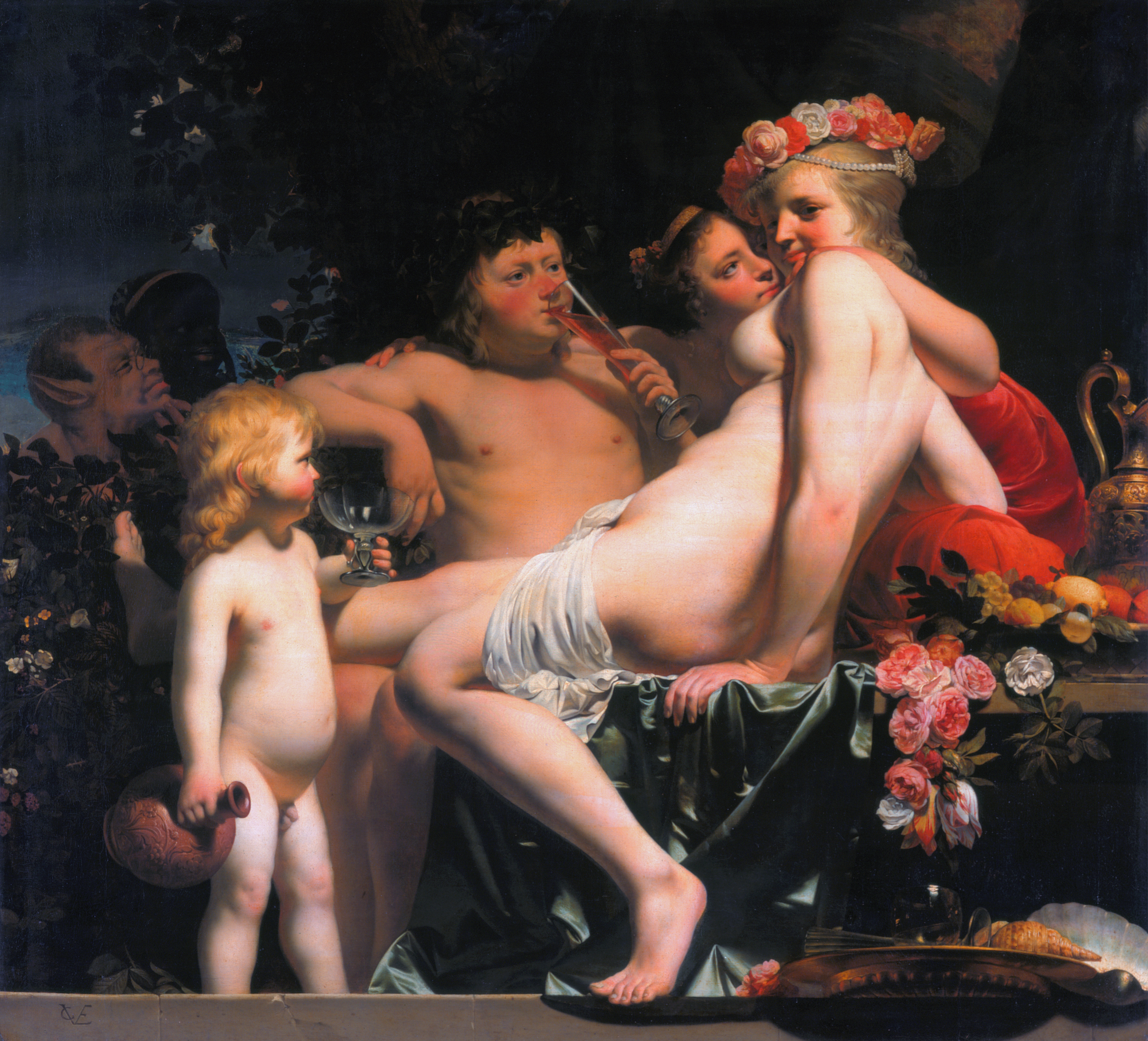
«Бахус та Аріадна»
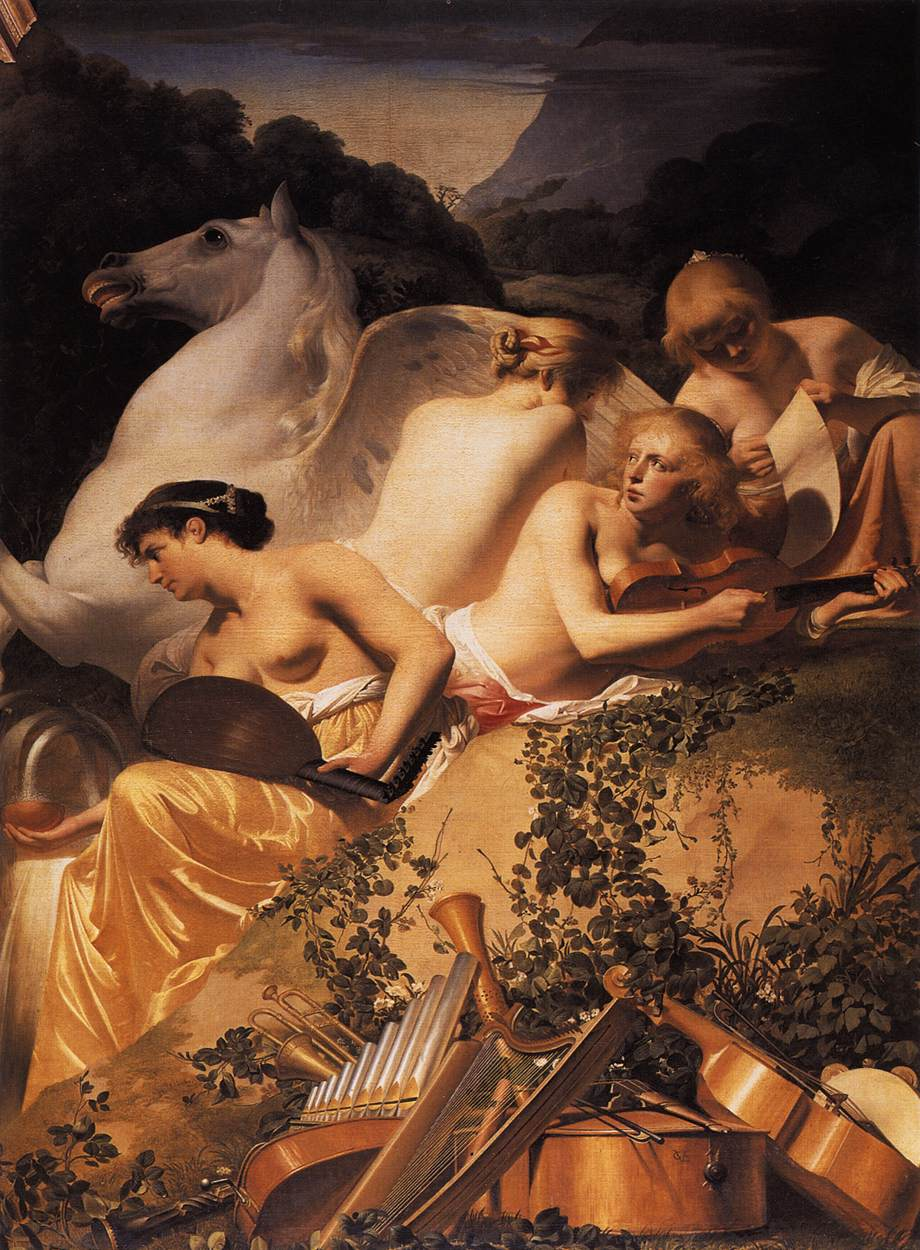
«Чотири музи і Пегас на Парнасі»
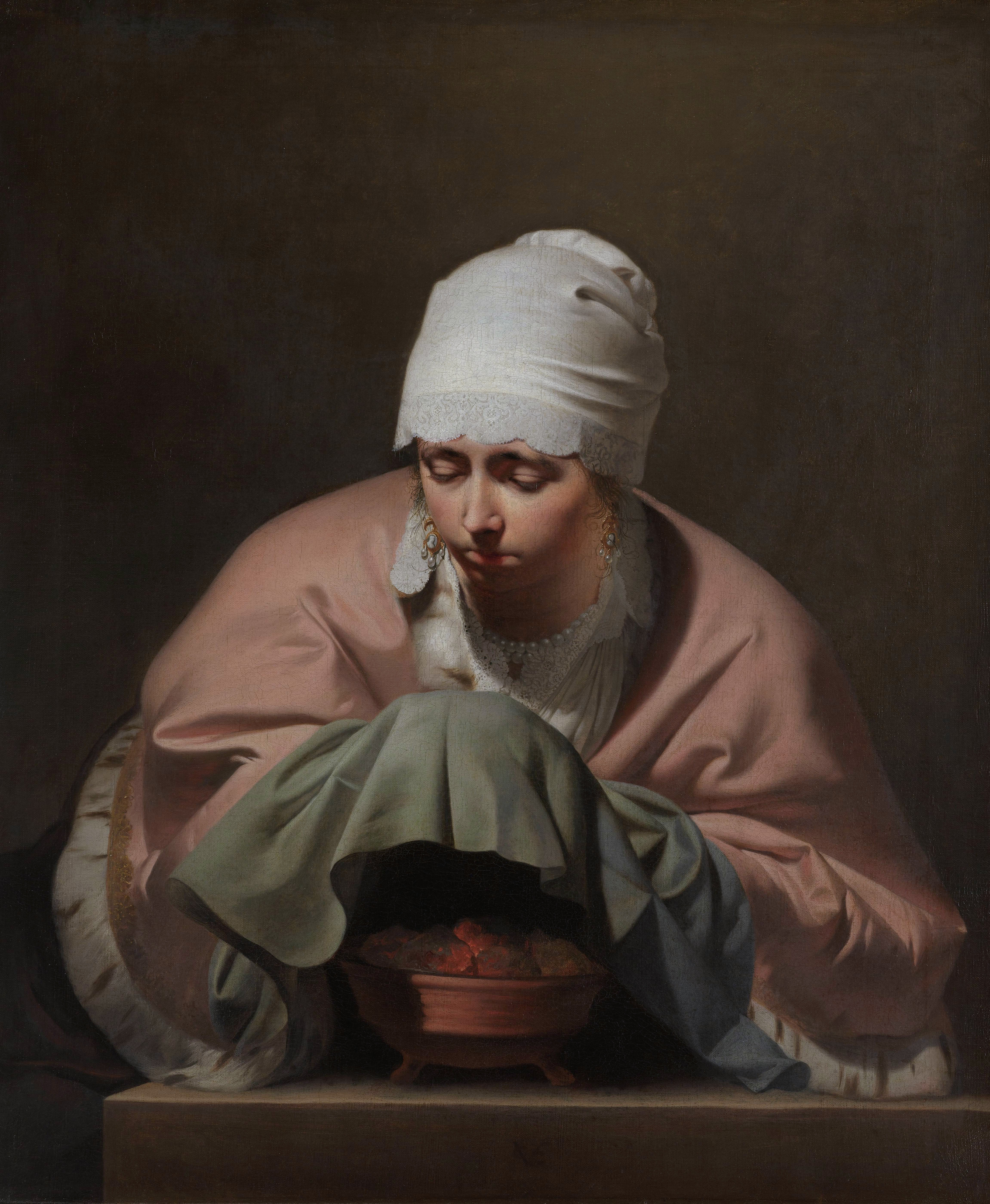
«Жінка, що зігріває руки»
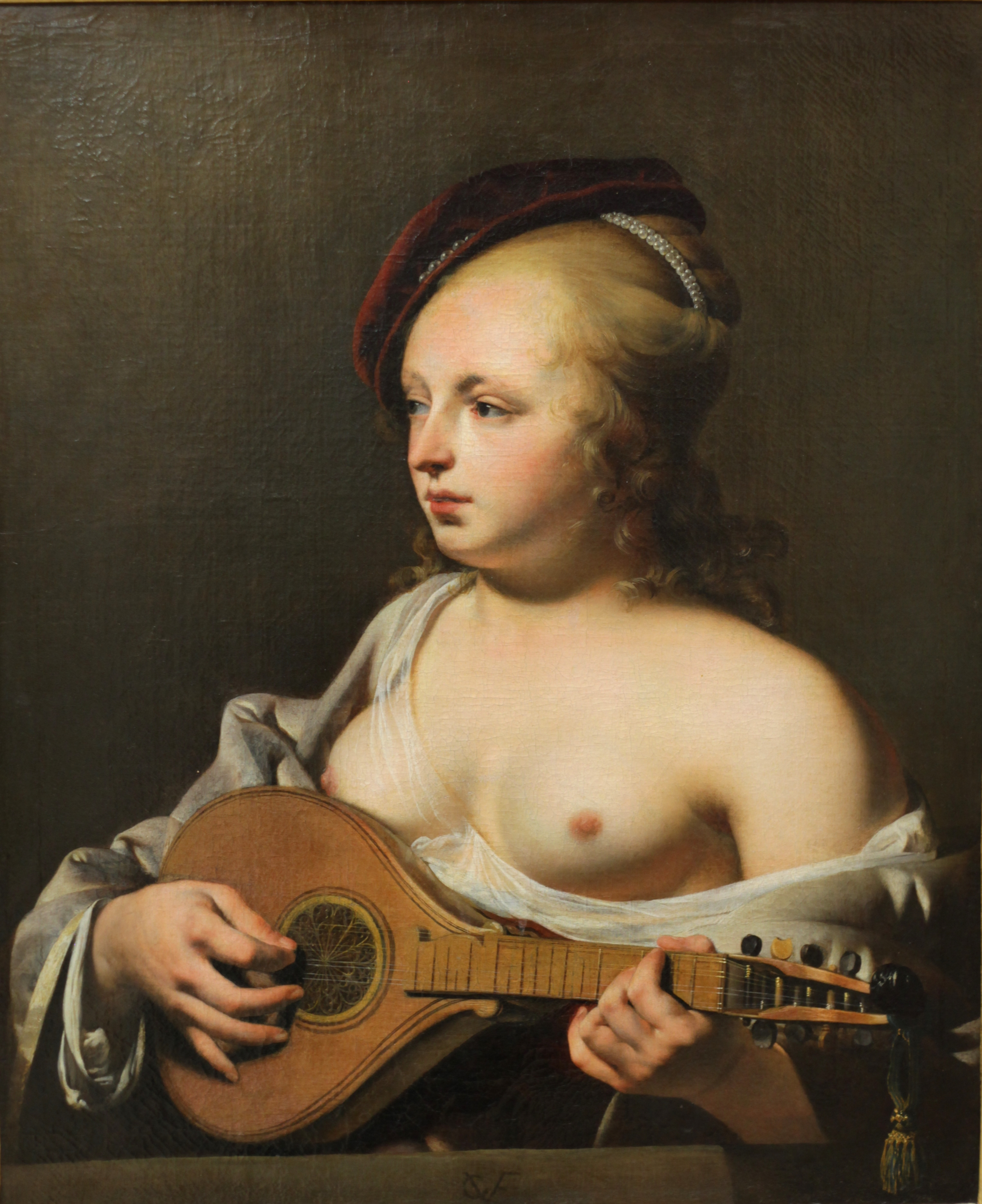
«Дівчина, що грає на цистрі»